# Соуп Лейк
Соуп Лейк (на английски: Soap Lake) е град в окръг Грант, щата Вашингтон, САЩ. Соуп Лейк е с население от 1733 жители (2000) и обща площ от 3,1 km². Намира се на 337 m надморска височина. ЗИП кодът му е 98851, а телефонният му код е 509.